# Maria Rovira i Duran
Maria Rovira i Duran (Piera, Anoia) és pagesa de fruita dolça, sindicalista agrària catalana, dirigent de la Unió de Pagesos. El 2005 va rebre la Creu de Sant Jordi "per l'exemple de lluita que suposa la seva trajectòria per tal que es reconegui l'aportació social i econòmica de les dones al desenvolupament rural".
Va estudiar interiorisme però a partir dels quaranta anys va fer-se càrrec de l'explotació familiar i va acabar sent una líder pagesa en adonar-se que a les reunions decisòries sobre el camp només hi acudien homes Defensa un model agrícola basat en retorn a mètodes naturals.